# Ostrov pokladů (film, 1990)
Ostrov pokladů (v anglickém originále Treasure Island) je britsko-americký dobrodružný film z roku 1990. Režisérem filmu je Fraser Clarke Heston. Hlavní role ve filmu ztvárnili Charlton Heston, Christian Bale, Oliver Reed, Christopher Lee a Richard Johnson.

## Obsazení
| Charlton Heston    | John Silver      |
| Christian Bale     | Jim Hawkins      |
| Oliver Reed        | Billy Bones      |
| Christopher Lee    | Pew              |
| Richard Johnson    | Squire Trelawney |
| Julian Glover      | Dr. Livesey      |
| Isla Blairová      | paní Hawkins     |
| Clive Wood         | kapitán Smollet  |
| Pete Postlethwaite | George Merry     |